# Horvát Sándor
Horvát Sándor (Csepreg, 1844. május 2. – Budapest, 1909. július 20.) piarista áldozópap és tanár.

## Élete
Az algimnáziumot Kőszegen végezte, majd Sopronban és Győrött tanult. 1863-ban a győri papnevelő intézetbe lépett. 1867-ben átlépett a kegyes tanítórendbe teológiára. Vácott mint növendék egy évet töltött. A próbaév után 1868-1869-ben Kecskeméten, 1869-1870-ben Nyitrán volt tanár. Ott szervezte a magyar önképzőkört, amely azután gócpontja lett a magyarságnak. 1870. augusztus 2-án pappá szentelték. 
Vácra és Szegedre küldték gimnáziumi tanárnak, ahol 1879-ig (időközben mint képzőintézeti tanár is) működött és 1874-ben tanári oklevelet nyert. 1879-1880-ban Kolozsvárott, 1880-1886 között Veszprémben tanított. 1886 után a nyitrai főgimnázium tanára. 1890-ben a házfőnöki és hittudományi intézet igazgatótanári tisztét is ráruházták. Utóbbit az intézetnek Kolozsvárra történt áthelyezéséig viselte. Több külföldi tanulmányutat tett. 
A tanügy terén szerzett érdemeiért 1897-ben Ő felségétől a királyi főigazgatói címet nyerte.
Munkatársa volt az 1878-ban alapított Szegedi Naplónak.

## Művei
- Az ifjúsági lapokba írt 1868-1869-ben névtelenül
- 1872 Az emberi nem keletkezése. Szegedi Hiradó
- 1874 Petőfi Sándor lyrai költészete. Szegedi Hiradó
- 1875 Berzsenyi Dániel lyrai költészetének főbb vonásai. A szegedi róm. kath. főgimnázium Értesítője
- 1879 Emlékirat Szeged ujjáteremtése ügyében. A szegedi róm. kath. főgimnázium Értesítője
- 1880 Önképzőkörök a jelenlegi iskolai rendszerben. A kolozsvári r. kath. főgimmnázium Értesítője
- 1896 Okmánytár a piaristák sz. László királyról czimzett nyitrai kollegiumának történetéhez 1698-1849 I. Nyitra
- 1897 Adatok Nyitravármegye és város monografiájához. Nyitra
- A nyitrai kollégium és a kegyesrendiek XVIII. századbeli tanításügyének története (kézirat)